# Humberto Busto
Humberto Busto Marín (Ciudad de México, 23 de junio de 1978) es un actor mexicano.

## Biografía
Busto es licenciado en Arte Dramático por el Centro Universitario de Teatro de la Universidad Nacional Autónoma de México. Fue alumno del Talent Campus de la Berlinale y estudió un máster en producción cinematográfica en la Universidad Estatal de California.

### Vida personal
En una entrevista de 2012, afirmó indirectamente que era bisexual al ser cuestionado sí había sentido atracción tanto por hombres como por mujeres, a lo que respondió diciendo: «¡Sí, por supuesto! Yo me enamoro hasta de las ardillas.» Siete años después, en julio de 2019, se le vio activo en la marcha por la diversidad sexual realizada en Ciudad de México. Cinco años más tarde, en julio de 2024, se declaró abiertamente gay, además de compartir que en su infancia sufrió de acoso escolar por su orientación sexual.

## Filmografía

### Cine
| Año  | Título                       | Papel                 | Notas |
| ---- | ---------------------------- | --------------------- | --- |
| 1998 | Single Action                | Candidato             | Producción mexicanoestadounidense Acreditado como Humberto Bustos Conocida en español como El mariachi II |
| 1999 | Ajos y cebollas              | Personaje desconocido | Cortometraje                                                                                              |
| 2000 | Amores perros                | Jorge                 | |
| 2003 | Juego de manos               | Personaje desconocido | Cortometraje                                                                                              |
| 2003 | Sobreviviente                | Tonatiuh              | |
| 2005 | Parada paraíso               | Personaje desconocido | Cortometraje                                                                                              |
| 2005 | La moral en turno            | Personaje desconocido | Cortometraje                                                                                              |
| 2005 | Todos Aquí son Putos         | David                 | Cortometraje                                                                                              |
| 2005 | Volemos tomados de la mano   | Ruido                 | Cortometraje                                                                                              |
| 2005 | Transit                      | Champinon             | Producción británica Telefilme                                                                            |
| 2006 | Morirse en Domingo           | Carlos                | |
| 2007 | Niñas mal                    | Cucho                 | |
| 2007 | Borderland                   | Mario                 | Producción mexicanoestadounidense También conocida como Borderland: Al otro lado de la frontera           |
| 2007 | El último justo              | Joven Latino          | |
| 2007 | Manuela y Manuel             | Manuela / Manuel      | |
| 2007 | Lo que se hereda no se hurta | Personaje desconocido | Telefilme                                                                                                 |
| 2008 | Verdad                       | Patricio              | Cortometraje                                                                                              |
| 2008 | Más allá de mí               | Omar                  | |
| 2009 | Kautiveria                   | Personaje desconocido | Cortometraje                                                                                              |
| 2010 | Depositarios                 | Joel                  | |
| 2010 | Dinoshark                    | Calderon              | Producción estadounidense Telefilme                                                                       |
| 2010 | Sucedió en un día            | Demencio              | Segmento: «Demencio y la sirena»                                                                          |
| 2010 | Seres: Génesis               | Martín / Uffo         | |
| 2010 | Martín                       | Martín Man            | Cortometraje                                                                                              |
| 2012 | Después de Lucía             | Cocinero              | |
| 2012 | Abolición de la propiedad    | Everio                | |
| 2014 | Las horas contigo            | Padre Madrid          | |
| 2014 | Familia Gang                 | Personaje desconocido | |
| 2014 | Diego                        | Carlos                | Cortometraje                                                                                              |
| 2014 | El incidente                 | Carlos                | |
| 2014 | La dictadura perfecta        | Encargado del hotel   | |
| 2014 | Cantinflas                   | Tito Guízar           | |
| 2014 | Tiempos Felices              | Niko                  | |
| 2014 | El huésped                   | Papel desconocido     | Cortometraje                                                                                              |
| 2014 | La teta de Botero            | Enrique               | También productor                                                                                         |
| 2015 | Picnic                       | Beto                  | Cortometraje                                                                                              |
| 2015 | Los Parecidos                | Álvaro                | |
| 2016 | TOuriST                      | Personaje desconocido | Cortometraje                                                                                              |
| 2016 | El elegido                   | Homero                | Producción hispanomexicana                                                                                |
| 2017 | México bárbaro II            | Violador              | Segmento: «Paidós Phobos» También productor asociado                                                      |
| 2017 | Hazlo como hombre            | Eduardo               | Producción chilenomexicana                                                                                |
| 2017 | Desaparecido                 | Jefe                  | Cortometraje                                                                                              |
| 2017 | Hermano                      | Personaje desconocido | Cortometraje                                                                                              |
| 2017 | Oso polar                    | Heriberto             | También productor asociado                                                                                |
| 2018 | Dinosaur                     | Personaje desconocido | Producción mexicanoestadounidense Cortometraje                                                            |
| 2018 | El viaje de Keta             | Kike                  | |
| 2018 | El club de los insomnes      | Compañero             | |
| 2018 | Getsemaní: Ego Sum Lux Mundi | Getsemaní             | Cortometraje                                                                                              |
| 2019 | Saturno Madrid               | Personaje desconocido | Cortometraje                                                                                              |
| 2021 | Guiexhuba                    | José                  | |
| 2023 | Martínez                     | Pablo                 | |

### Dirección y guion
| Año  | Título                | Notas                                         |
| ---- | --------------------- | --------------------------------------------- |
| 2012 | Hasta La Ciruela Pasa | Cortometraje, escritor                        |
| 2014 | La teta de Botero     | Cortometraje, escritor                        |
| 2016 | TOuriST               | Cortometraje Guionista y productor            |
| 2017 | Julkita               | Cortometraje Coescritor y productor ejecutivo |
| 2019 | Saturno Madrid        | Cortometraje, escritor                        |

### Televisión
| Año        | Título                                        | Papel                         | Notas                                                                                                   |
| ---------- | --------------------------------------------- | ----------------------------- | --- |
| 2002       | Sin permiso de tus padres                     | Hugo                          | Episodio: «Mientes hasta los dientes»                                                                   |
| 2003       | Enamórate                                     | Fabio                         | |
| 2005, 2008 | Lo que la gente cuenta                        | Varios personajes             | Temporada 1, episodio 12: «La quemada» Temporada 4, episodio 3: «Hábito negro»                          |
| 2008       | Terminales                                    | Elías Ruíz                    | |
| 2010-11    | Los héroes del norte                          | don Apolinar Caborca          | |
| 2011       | El encanto del águila                         | Francisco Murguía             | Temporada 1, episodio 10: «La refundación de la república»                                              |
| 2014, 2019 | Noches con Platanito                          | Él mismo / Apolinar           | Invitado                                                                                                |
| 2015       | PMS Attack                                    | Personaje desconocido         | |
| 2016       | Drunk History: El lado borroso de la historia | Madero                        | Temporada 1, episodio 2: «Cortés y la Malinche, El presidente y los Espíritus, La pierna de Santa Anna» |
| 2017       | Sicronia                                      | Kiko                          | Temporada 1, episodio 8: «Bloque 2 - La tratante de blancas»                                            |
| 2017       | Miembros al aire                              | Él mismo                      | Invitado                                                                                                |
| 2017-18    | El Chapo                                      | Conrado Higuera Sol «don Sol» | |
| 2018-2020  | Diablero                                      | El Indio / Isaac «el Indio»   | [ 9 ]                                                                                                   |
| 2019-2024  | El juego de las llaves                        | Óscar Leal                    | [ 10 ]                                                                                                  |
| 2022       | Donde hubo fuego                              | Ángel Linares                 | [ 11 ]                                                                                                  |
| 2022       | El caso Cassez-Vallarta: Una novela criminal  | Ezaquiel                      | Temporada 1, episodio 1: «El secuestro» Miniserie                                                       |
| 2023-24    | Tengo que morir todas las noches              | Carlo                         | |
| 2024       | Nadie nos va a extrañar                       | Carlos                        | |
| 2024       | Los años heridos                              | Antonio                       | Miniserie                                                                                               |
| 2024       | El secreto del río                            | Orlando                       | [ 13 ]                                                                                                  |

## Premios y reconocimientos
- 2015 - Mejor cortometraje Iberoamericano por La teta de Botero, Festival Internacional de Cine de Guadalajara
- 2015 - Mejor cortometraje por La teta de Botero, Festival Internacional de Cine de Guanajuato
- 2017 - Mención como Mejor Actor por Oso polar, Festival Internacional de Cine de Morelia